# Лі (Іллінойс)
Лі (англ. Lee) — селище (англ. village) в США, в окрузі Декальб штату Іллінойс. Населення — 313 особи (2020).

## Географія
Лі розташоване за координатами 41°47′40″ пн. ш. 88°56′29″ зх. д. / 41.79444° пн. ш. 88.94139° зх. д. (41.794480, -88.941453).  За даними Бюро перепису населення США в 2010 році селище мало площу 0,42 км², уся площа — суходіл. В 2017 році площа становила 0,52 км², уся площа — суходіл.

## Демографія
Згідно з переписом 2010 року, у селищі мешкало 337 осіб у 124 домогосподарствах у складі 86 родин. Густота населення становила 801 особа/км².  Було 139 помешкань (330/км²).
Расовий склад населення:
| - 97,6 % — білих - 0,9 % — азіатів - 0,3 % — чорних або афроамериканців |

До двох чи більше рас належало 1,2 %. Частка іспаномовних становила 4,2 % від усіх жителів.
За віковим діапазоном населення розподілялося таким чином: 27,9 % — особи молодші 18 років, 60,5 % — особи у віці 18—64 років, 11,6 % — особи у віці 65 років та старші. Медіана віку мешканця становила 37,3 року. На 100 осіб жіночої статі у селищі припадало 120,3 чоловіків;  на 100 жінок у віці від 18 років та старших — 115,0 чоловіків також старших 18 років.
Середній дохід на одне домашнє господарство  становив 57 317 доларів США (медіана — 48 750), а середній дохід на одну сім'ю — 65 560 доларів (медіана — 51 250). Медіана доходів становила 45 313 долари для чоловіків та 23 750 доларів для жінок. За межею бідності перебувало 19,1 % осіб, у тому числі 38,0 % дітей у віці до 18 років та 6,5 % осіб у віці 65 років та старших.
Цивільне працевлаштоване населення становило 175 осіб. Основні галузі зайнятості: освіта, охорона здоров'я та соціальна допомога — 34,3 %, роздрібна торгівля — 12,6 %, виробництво — 10,9 %.